# 熱爾托夫火山
熱爾托夫火山（羅馬化：Zheltovsky）是俄羅斯的火山，位於堪察加半島南部，海拔高度1,953米，破火山口長4公里、寬5公里，最近一次火山噴發在公元1972年發生。